# アルベール1世 (モナコ公)
アルベール1世（Albert I, Prince of Monaco、1848年11月13日 - 1922年6月26日）は、モナコ公（在位 1889年9月10日 - 1922年6月26日）。海洋学者としても知られている。

## モナコ公として
- モンテカルロ地区の目抜き通りは「アルベール1世大通り（Boulevard Albert 1er）」の名が与えられており、ここはモナコGPの舞台、モンテカルロ市街地コースのホームストレートとなっている。

## 海洋学者として
海洋調査船を建造しメキシコ湾流域、アゾレス、スピッツベルゲン方面など赤道から北極圏までの北大西洋と地中海とを組織的に海洋物理学的、海洋生物学的に観測した。その業績は数々の新種の深海生物の発見、とくにマッコウクジラの胃の中から巨大なイカの新種を発見したこと、鯨の餌の研究をしたこと、比較的水温の高いモナコ海淵を発見したこと、特殊な海流球を放って海流を調べ大西洋の表層海流図を作りメキシコ湾流について多くの新知見を得たこと、北大西洋の浮遊機雷の漂流経路について調査をしたこと、世界の海洋深層図を出版したこと、地中海深層水の大西洋への流出を発見したことなどである。
またモナコ海洋博物館を作り、自ら採取した多くの標本、海洋観測用の諸測器を展覧し水族館もおいた。またパリに海洋研究所を立てて寄付した。のち地中海科学探究国際委員会の総裁に就任し、地中海の海洋学の発展に尽力した。
これらの功績が認められ、1918年にはアレキザンダー・アガシー・メダルを受賞した。

## 引用・脚注
1. ↑  “モナコ公国（Principality of Monaco） 基礎データ”. 日本国外務省 Ministry of Foreign Affairs of Japan. 2020年2月10日閲覧。